# The Fallout (film)
Pour les articles homonymes, voir The Fallout.
Pour plus de détails, voir Fiche technique et Distribution.
The Fallout est un film dramatique américain sorti en 2021, premier long métrage écrit et réalisé par Megan Park.
The Fallout est sorti en avant-première à South by Southwest le 17 mars 2021 puis sur HBO Max le 27 janvier 2022.

## Synopsis
À la suite d'une tragique fusillade survenue au sein de son lycée, une étudiante, Vada Cavell (Jenna Ortega), traverse un traumatisme émotionnel important, doit apprendre à vivre avec les conséquences émotionnelles ayant transformé sa vision du monde et voit ses relations familiales et amicales changées à tout jamais.

## Fiche technique
- Réalisation : Megan Park
- Scénario : Megan Park
- Musique : Finneas O'Connell
- Pays de production :  États-Unis
- Durée : 92 minutes
- Date de sortie : 2021

## Distribution
- Jenna Ortega (VF : Emmylou Homs) : Vada Cavell
- Maddie Ziegler : Mia Reed
- Niles Fitch (VF : Baptiste Marc) : Quinton Hasland
- Will Ropp (en) (VF : Simon Koukissa-Barney) : Nick Feinstein
- Lumi Pollack : Amelia Cavell
- John Ortiz : Carlos Cavell
- Julie Bowen (VF : Gaëlle Savary) : Patricia Cavell
- Shailene Woodley (VF : Jessica Monceau) : Anna
- Christine Horn : Mme Victor
- Austin Zajur (en) : Dan Bonavure
- Yindra Zayas : Megan

 Source et légende : version française (VF) sur RS Doublage

## Production
En février 2020, il est annoncé que Jenna Ortega rejoint le casting du film, avec Megan Park à la réalisation à partir d'un scénario qu'elle a également écrit. En avril 2020, Maddie Ziegler rejoint le casting du film . En mai 2020, Will Ropp rejoint le casting du film . En août 2020, Niles Fitch, Shailene Woodley, Julie Bowen et John Ortiz rejoignent le casting du film,.
Le tournage devait commencer en mars 2020 mais est reporté en raison de la pandémie de Covid-19. La photographie principale commence à Los Angeles en août 2020 et se termine le 11 septembre 2020. En février 2021, il est annoncé que Finneas O'Connell composerait la bande originale, marquant ses débuts en composition de film. WaterTower Music publie la bande originale.

## Sortie
En décembre 2020, Universal Pictures acquiert les droits de distribution internationale du film. Le film a eu sa première mondiale à South by Southwest le 17 mars 2021. En juillet 2021, HBO Max acquiert les droits de distribution du film, avec Warner Bros. Images distribuant le film dans les pays où HBO Max n'est pas disponible . Il sort sur HBO Max le 27 janvier 2022.

## Réception
La semaine de sa sortie, The Fallout était le film original en streaming le plus regardé aux États-Unis.